# Hipólito Chaiña Contreras
Hipólito Chaiña Contreras (Puno, 3 de febrero de 1954-Arequipa, 22 de febrero de 2021) fue un médico y político peruano. Fue congresista de la República, durante el periodo parlamentario 2020-2021.

## Biografía
Hipólito nació el 3 de febrero de 1954, en la ciudad peruana de Puno.
Tras realizar estudios en la Universidad Nacional de San Agustín (1973-1985), obtuvo el título de médico.
Entre 1988 a 2019 laboró en su profesión en la ciudad de Arequipa en hospitales del seguro social (EsSalud).

### Fallecimiento
Al inicio del confinamiento por la pandemia de COVID-19, fue investigado por no acatar el aislamiento social obligatorio dispuesto por el Gobierno pero su investigación fue archivada por la Comisión de Ética del Congreso. En febrero del 2021, el legislador sufrió el contagio con el virus y el 22 de febrero a los 67 años, en la mañana falleció  por dicha enfermedad en el Hospital General de Arequipa.

## Vida política
Su primera participación política se dio en las elecciones parlamentarias del 2006 cuando postuló por Fuerza Democrática como candidato para el congreso por el departamento de Arequipa sin obtener la representación.
En las elecciones municipales de ese mismo año tentó sin éxito la alcaldía del distrito de Paucarpata. Asimismo, participó en las elecciones regionales del 2018 como candidato al Gobierno Regional de Arequipa por el Movimiento Regional Independiente Arequipa Mía, sin obtener la elección.

### Congresista
Participó en las elecciones extraordinarias del 2020 como candidato al Congreso por el partido Unión por el Perú resultando electo con más de 41 mil votos válidos.
Durante su gestión, se mostró a favor de la vacancia del presidente Martín Vizcarra durante los dos procesos que se dieron para ello, el segundo de los cuales terminó sacando al entonces mandatario del poder siendo uno de los 105 parlamentarios que votó a favor de su destitución tras haber presuntamente recibido sobornos en su gestión como gobernador regional de Moquegua. Luego de esta decisión, Chaiña renunció a la bancada del partido Unión por el Perú y, junto con otros congresistas del mismo partido y uno de Acción Popular, conformaron un nuevo grupo parlamentario denominado Nueva Constitución.